# Велика Кандала
Велика Кандала (рос. Большая Кандала) — село в Старомайнському районі Ульяновської області Російської Федерації.
Населення становить 778 осіб. Входить до складу муніципального утворення Кандалинське сільське поселення.

## Історія
Від 2004 року входить до складу муніципального утворення Кандалинське сільське поселення.

## Населення
| 2010 |
| ---- |
| 778  |